# شيرمان أ. برنارد
شيرمان أ. برنارد (بالإنجليزية: Sherman A. Bernard) هو شخصية أعمال أمريكي، ولد في 10 يونيو 1925 في شريفر في الولايات المتحدة، وتوفي في 11 مايو 2012 في Marrero, Louisiana ‏ في الولايات المتحدة.